# Glyptothea moultoni
Glyptothea moultoni är en skalbaggsart som beskrevs av Oliver Erichson Janson 1912. Glyptothea moultoni ingår i släktet Glyptothea och familjen Cetoniidae. Inga underarter finns listade i Catalogue of Life.